# Parafia Najświętszej Maryi Panny Królowej Wszechświata we Frydku
Parafia NMP Królowej Wszechświata we Frydku – należy do archidiecezji katowickiej i dekanatu Miedźna. Powstała 13 stycznia 1985 roku. Budowniczym kościoła jest ks. Hubert Seweryn.